# 多蛺蝶屬
多蛺蝶屬（學名：Polygrapha）是蛺蝶科螯蛺蝶亞科安蛺蝶族中的一個屬。共有4個物種，分佈於新熱帶界。成蟲飛行快速，喜愛吸食腐果汁液。

## 物種
- 多蛺蝶 Polygrapha cyanea
- 素波多蛺蝶 Polygrapha suprema
- 褐紫多蛺蝶 Polygrapha tyrianthina
- 藍緣多蛺蝶 Polygrapha xenocrates

## 腳註
1. ↑  Brower, Andrew V. Z. 2009. Polygrapha Staudinger 1887. Version 22 May 2009 (under construction). http://tolweb.org/Polygrapha/70539/2009.05.22 （页面存档备份，存于） in The Tree of Life Web Project, http://tolweb.org/ （页面存档备份，存于） （英文）